# Pristolepis marginata
Pristolepis marginata е вид бодлоперка от семейство Pristolepididae. Видът не е застрашен от изчезване.

## Разпространение
Разпространен е в Индия (Гуджарат, Карнатака, Керала, Махаращра и Тамил Наду).

## Описание
На дължина достигат до 15 cm.